# ヤミ専従
ヤミ専従（やみせんじゅう）とは、労働組合の役員が勤務時間中に正規の手続きをとらずに、職場で勤務しているように装いながら給与を受領しつつ、実際は職場を離れて組合活動の専従をしていることである。

## 概要
主に地方公務員の労働組合によるヤミ専従が問題視されることが多い。地方公務員の勤務時間内の職員団体の活動は、職員の職務専念義務が課せられている地方公務員法第35条に違反する。ただし、同法第55条第8項の規定では「適法な交渉」については勤務時間内に行うことができると定めている。
自治省は1966年、「職員団体のための職員の行為の制限の特例に関する条例」（通称「ながら条例」）の準則を定め、地方公務員が給与を受けながら、職員団体のために活動を行うことができる範囲を地方公共団体に通知した。
それによると
1. 地方公務員法第55条第8項の規定に基づき、適法な交渉を行う場合
2. 休日及び休日の代休日（特に勤務を命じられた場合を除く）
3. 年次有給休暇ならびに休職の期間

の3つについては、職務専念義務を免除することができるとした。
この準則どおりに「ながら条例」を定めた地方公共団体が多かったが、一部の地方公共団体では「適法な交渉を行う場合」のほかに「準備行為」を認めることを定めていたところがあった。しかし、この「準備行為」が交渉に直結しない職員団体の大会や執行委員会などにも適用されていたことや、職務専念義務免除の申請や管理が徹底されていなかったことなどから、不公正な「ヤミ専従」の温床となっていた。
しかし、2009年に総務省がこの問題を調査し、違反している自治体名を公表するといった手法で地方公共団体への指導を強めたことから、準則どおりの内容とする改正が進んだ。

## 問題となった例

### 東京都職員組合
1970年までに東京都の新聞経営者が東京都監査委員会に対し、保健所、政務署の3人の都職員が職場を放棄し、組合の仕事や政治活動をしていることは不法な公金支出であるとして東京都監査委員会に監査請求を行った。1970年3月17日、東京都監査委員会は訴えを認め、都に適正な措置を求める監査結果をまとめた。3月18日には都議会予算特別委員会でも取り上げられ、答弁に立った美濃部都知事はヤミ専従の絶滅を期して最大の努力をすることを表明した。

### 大阪市役所の労組
2005年、大阪市役所の職員で構成される労働組合である大阪市職員労働組合（市職）や大阪市立学校職員組合（学職組）の役員が、大阪市から給与を受け取りながら勤務をせず、上部組織の全日本自治団体労働組合大阪府本部にて組合活動をするという「ヤミ専従」をしていたことが判明した 。また、大阪市労働組合連合会（市労連）加盟で自治労傘下の大阪市従業員労働組合（市従）の役員が「ヤミ専従」や「カラ残業」を行ったとして、7人の大阪市職員から外部委員会に通報された。
また市民団体「見張り番」からも、住民監査請求が出された。この請求は同労組役員3人に対し給与など約7,800万円の返還を求めたもので、その請求書面によると同労組の役員3人はほぼ出勤することがなく、出勤したとしても「組合活動だ」と言って職場から出て行ってしまう状態でありながら残業代を受け取っていたり、同僚と登山に行った際も記録上は出勤扱いになっていた。
大阪市労働組合連合会（市労連）傘下の7単組と大阪市役所労働組合（市労組）を対象とした大阪市の調査によると、963人のうち129人の労組役員が違法な組合活動をしていることが公表された。しかしこの調査に関しては、市民団体「見張り番」などから「日常的に聞く実態とは程遠い調査だ」と過小な調査であったことに対する批判を受けている。また市労連も傘下7単組の自主調査を行った結果、2005年から過去3年間に不正受給した給与が約1億5,400万円にのぼるとして、この不正受給分は大阪市へ返還すると発表した。
その後の大阪市の調査では、勤務時間内に組合活動をしていた組合役員に、給与として年10億円が支払われていたことが公表された。当時の条例（ながら条例）では、勤務時間内に認められる組合活動として「適法な交渉」とともにその「準備行為」が盛り込まれていた。それが次第に拡大解釈され不正運用の根拠になっていたとの批判を受けたため、大阪市はこの再発防止を図るため、有給の組合活動は「適法な交渉」のみに限定する条例改正を行うに至った。

### 社会保険庁の労組
社会保険庁は、政府の有識者会議「年金業務・組織再生会議」の要請により、2007年から過去10年間の「ヤミ専従」を含む服務違反の実態の調査を行った。2008年4月、社保庁はその中間報告を行い、東京と大阪の両社会保険事務局において、確認されただけで計29人（うち全国社会保険職員労働組合が27人）が「ヤミ専従」をし、本来は支払う必要のない給与が約9億円支払われていたことを明らかにした。
「組織再生会議」や自由民主党からは「東京と大阪だけというのはおかしい。ほかの地方でもヤミ専従が行われていたはずだ」「こうした体質のまま新組織（日本年金機構）に移行すれば何の改善にもならない」などの批判が出た。そのため、ヤミ専従問題で処分を受けた職員は、社保庁の年金業務を引き継ぐ日本年金機構に採用される可能性が低くなると言われていたが、その後閣議決定された。
こうした問題を受け、全国社会保険職員労働組合の高端照和委員長は「私も無許可専従者の1人。違法行為で国民の信頼を裏切った」と謝罪して委員長職の辞任を表明した。全国社保労組の上部団体である自治労は「年金制度に対する信頼が揺らいでいる中で、上部団体として責任を痛感する」と謝罪し、ほかの単組についてもヤミ専従を行わないように徹底指導するとの金田文夫書記長名の談話を公表した。
また全国社保労組が結んできた100件近くの労働条件に関する「覚書」や「確認事項」、そしてこのようなヤミ専従など不適切な労使関係が「年金記録問題」の一因と批判されたこともあり、2008年3月に全国社保労組は「労使関係や当時の活動が、国民の利便性向上にマイナスをもたらした部分もある」と反省する声明を出した。
その後、自民党や「組織再生会議」の指摘のとおり、東京、大阪だけでなく京都の社会保険事務所でも1人がヤミ専従を行っていたことが社保庁の内部調査により判明し、社保庁が「組織再生会議」に報告したことが伝えられた。これにより計30人のヤミ専従が判明したが、自民党はこれについても「氷山の一角だ」と指摘した。そのため舛添要一厚生労働大臣は大臣直属の「服務違反調査委員会」を設置することとし、あらためて全職員を対象にした調査の実施と、悪質なケースについては刑事告発する方針を発表するに至った。
2008年7月23日には、社保庁から日本年金機構の移行の際には、ヤミ専従を行った社保庁職員は新機構に採用せず分限免職にすることが閣議決定された。
2008年11月5日、舛添要一厚労相はヤミ専従をしていた16人とその給与を支払った責任者について刑事告発する方針を明らかにした。大臣直属の「服務違反調査委員会」はこれに先立つ11月4日にこの問題に関する最終報告書を公表したが、告発については慎重な判断を求めていた。しかし給与をもらいながら組合活動をしていた行為は公的年金制度の信頼を損ねるものだとし、舛添厚労相は厳しい対応を取ることに決定した。
2008年12月26日、舛添要一厚労相は40人の職員及び元職員を背任容疑で東京地検に刑事告発した。報道によると、刑事告発の対象の40人のうちヤミ専従の当事者は現役職員の16人であり、残る24人は当時の上司らである（このうち10人はすでに退職している）。この刑事告発について日本経済新聞は「時効により刑事告発できなかった者の分を含め、不正に受け取ったとされる給与計8億3000万円については、すでに大半が労働組合から社保庁に返還されており、不起訴となる可能性もある」と報道した。
2009年2月27日 、東京地検特捜部は27日、厚生労働省が背任容疑で刑事告発した職員と上司の計40人を「すでに弁償を済ませている」などとして起訴猶予処分にした。報道によると特捜部は起訴猶予とした理由について、事実上慣習化していたこと、減給処分などで一定の社会的制裁を受けたなどとしている。

### 北海道開発局の労組
2009年、国土交通省の出先機関である北海道開発局の職員がヤミ専従を行っていたとする問題が浮上。金子一義国土交通大臣（当時）北海道開発局の解体も含めて検討することを表明した。2010年3月23日、国土交通省は、ヤミ専従問題で北海道開発局職員の約65%にあたる4119人を減給や注意などの処分にすると発表した。

### 北海道教職員労組
2010年に2009年8月の衆院選で当選した民主党の小林千代美衆院議員の違法献金問題で北教組委員長代理、同書記長、同会計委員、小林陣営の会計担当者だった自治労北海道財政局長が逮捕されたことで、ヤミ専従・違法政治活動調査が行われた。2011年度当初に実施された会計検査院の勤務実態調査は、研修場所を図書館としていた校外研修計画書・報告書の期日が実際には図書館休館日であり、研修報告とされたモノも教材研究など数行の記述であったり、成果物も本のコピー1枚であるなど研修の実態を伴わないものだったことから、北教組が明確な嘘の報告をしてヤミ専従と違法政治活動で国庫からの支給金詐欺証拠を押さえた。勤務実態調査は、同年10月全道を対象とした調査へと移行した。

### 神戸市の市職員労働組合
神戸市の労働組合の複数の幹部らが、長年にわたりヤミ専従を行っていたことが発覚し、市は2018年9月18日に弁護士による第三者委員会（神戸市職員の職員団体等の活動における職務専念義務違反に関する調査委員会）を設置した。
このヤミ専従は、神戸市が2002年度まで法定上限（7年）を超え違法に専従を許可しており、2008年の総務省調査に対し「ヤミ専従は存在しない」と虚偽回答を行っていた。第三者委員会による報告書によれば、関係する処分対象者は100名を超え、元副市長も含まれている。このうち、退職金の過払いを受けた元職員8人は、神戸市の返還請求を拒否している。